# リムノス島
リムノス島（リムノスとう、ギリシア語: Λήμνος、Límnos、英語: Lemnos）は、エーゲ海北部にある島。レムノス島などの表記も用いられる。面積は約477km2と広く、ギリシャでは8番目に大きな島である。

## 名称
古典ギリシャ語ではレームノス島 (古代ギリシア語: Λῆμνος 、Lêmnos）で、長音を省いて「レムノス島」とも表記される。トルコ語ではリムニ島（トルコ語: Limni）と呼ばれる。

## 地理
大部分が山だが、肥沃な谷もいくつかある。
主要な町は、西海岸にあるミリナ (Μύρινα, Myrina, 別名カストロ Kastro) と、島の中部南に大きく湾曲したマウドロス湾東岸にあるマウドロス (Μούδρος, Moudros) である。ミリナは素晴らしい港を有していて、そこはこの島の交易の中心地となっている。

### 気候
リムノス島の気候は、概ね地中海性気候である。冬は通常穏やかで、秋には強風が吹くのがこの地方の特徴である。

## 神話世界のリムノス
古代ギリシアの時代、リムノス島は鍛冶の神ヘーパイストスに捧げられていた。『イリアス』（I.590ff）の中でヘーパイトス自身が語るには、父ゼウスによってオリンポス山から真っ逆さまに突き落とされて、落ちた場所がリムノス島だったということだ。『イリアス』によると、ヘーパイトスはシンティエス人（あるいは、アポロドーロスの『ビブリオテーケー』（邦訳名「ギリシア神話」。I.3.5）によると、女神テティス）の看護を受け、トラキアのニュンペー（ニンフ）のCabiro（プローテウスの娘）とともにカベイロイと呼ばれる種族を生み、彼らに捧げる神聖な儀式が島で執り行われたということである。
ヘーパイストスの鍛冶場は火山島の特徴を示しているが、アイタレイア (Aethaleia)同様、このリムノス島にも鍛冶場があり、時々利用されていたという。島にある山の1つ、モシュクロス山 (Mosychlos) は時々噴火したと言われている。古代の地理学者パウサニアスは、リムノス島の近くにクリセ (Chryse) と呼ばれる小島があったが海に沈んだと説明している。しかし現在のリムノス島の山々はすべて死火山である。
レムノス (Lemnos) という名前は、トラキア人の間ではキュベレーの称号だったと、ミレトスのヘカタイオスは述べた。また、この島に最初に住んでいたのはトラキア人の部族で、ギリシア人は彼らのことを Sintians（略奪者）と呼んでいたとも。
アポロドーロスは、ディオニューソスがナクソス島に置き去りにされたアリアドネを見つけ、リムノス島に連れて行き、そこでトアース、スタピュロス、オイノピオーン、ペパレートスを生んだとしている（『ビブリオテーケー（ギリシア神話）』摘要I.9）。また、大プリニウスは『博物誌』の中で、リムノス島のラビリントスについて語っているが、現在に至ってもその実在は確認されていない。
有名な言い伝えでは、島の夫たちがトラキアの女性たちに夢中になって、相手にされなくなった妻たちはその復讐に島中の男性を殺したという。この蛮行から、古代ギリシア人たちの間に「Lemnian deeds」ということわざが生まれた。その後まもなく、アルゴナウタイが上陸した時は、島には女性しかおらず、トアース王の娘ヒュプシピュレーが統治していた。アルゴナウタイとリムノス島の女性たちから、ミニュアース人 (Minyans) という部族が生まれた。イアソンとヒュプシピュレーの子であるエウネーオス王は、イリオス（トロイ）のアカエア人たちにワインや食糧を送った。しかし、アッティカから来たペラスゴイ人によって、ミニュアース人は島から追い出されてしまった。
こうした伝説の基礎を成している歴史的な要素は、おそらく、こういうことではないだろうか。つまり、トラキア人たちは、エーゲ海の点在する島々を統一するための航海術を始めるにあたって、徐々にギリシア人との交流をするようになった。トラキアの住民たちはギリシア人の水夫と較べると技術的には未開だったのである。
キュベレー崇拝はトラキアの特徴で、非常に早い時期に小アジアから広まったものである。ヒュプシピュレーもミリナ（主要な町の名前）もアマゾンの名前で、アジアのキュベレー崇拝と常に関係している。
他の伝説では、ピロクテテスはトロイに行く途中、ギリシア人によってリムノス島に置き去りにされた、とある。オデュッセウスとネオプトレモスが迎えに来るまで、ピロクテテスは足に負った傷で十年間、この島で苦しんだ。ソポクレスによれば、ピロクテテスが住んでいたのは、アイスキュロスがアルゴスにトロイ陥落の報せを告げるかがり火の設置場所の1つにした、ヘルマエウス山のそばだったという。

## 歴史

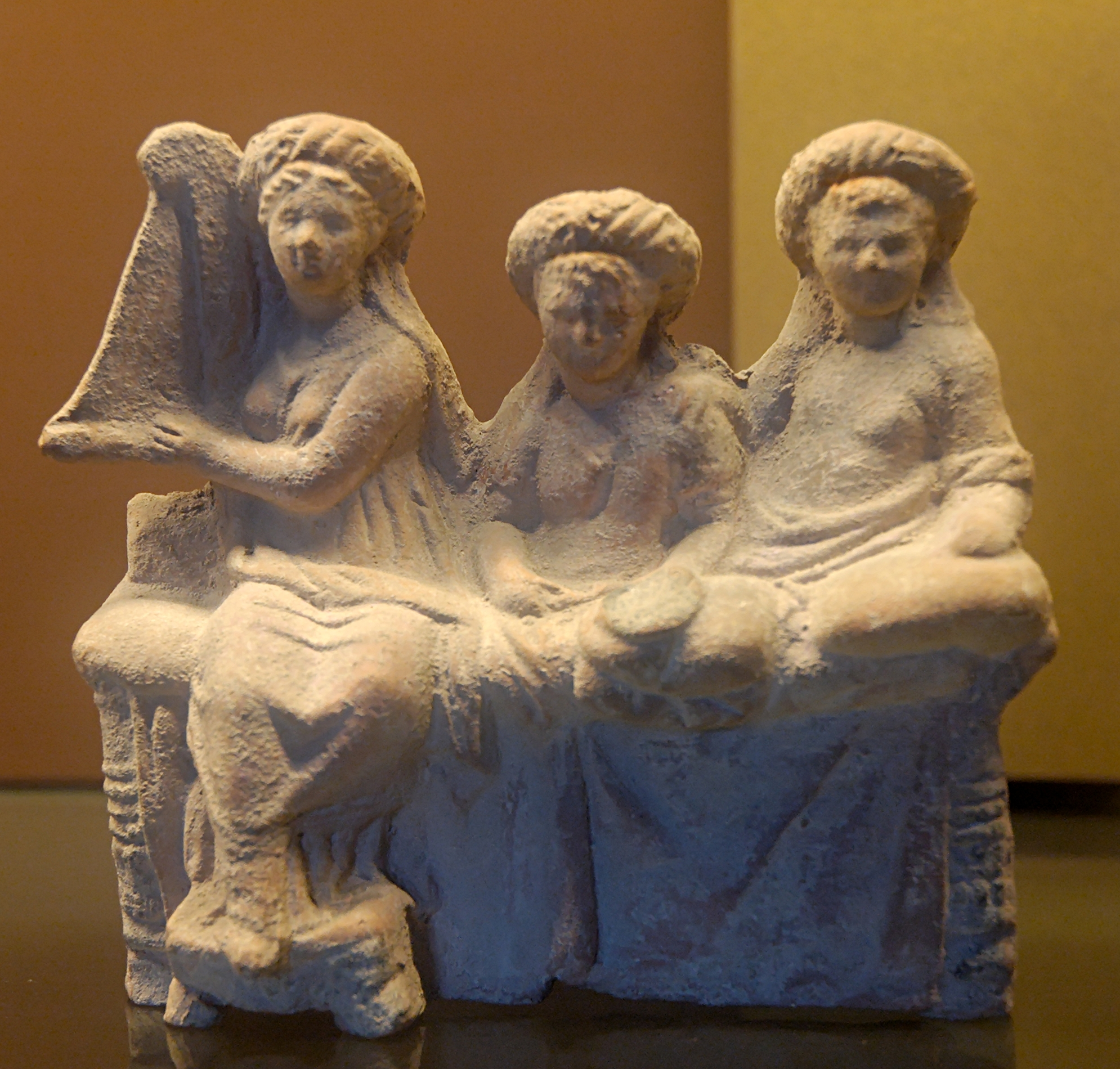
リムノス島で見つかったテラコッタ（紀元前25年頃）

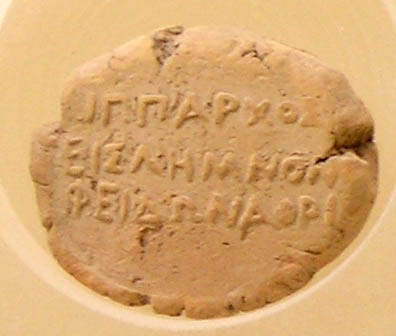
リムノス島で見つかったテラコッタ

インド・ヨーロッパ語族には属さない前ギリシア語（エトルリア諸語）のリムノス語の痕跡が、紀元前6世紀以前の墓碑 (レムノス碑文) の銘に見つかった。
ホメロスは、レムノスと呼ばれる島に1つの町があったかのように話しているが、有史時代にはそうではなく、ミリナ（カストロ）と、主要な町であるヘファエスティア (Hephaestia) という2つの町が存在した。ヘファイステアのコインがきわめて大量に発見されていて、梟と一緒の女神アテーナー、土着宗教のシンボル、ディオスクロイの帽子、アポローンなど、さまざまな絵柄がある。ミリナのコインは見つかっていない。アテナイ人に占領されていた時代には、アテネ様式のものが生まれた。見つかったコインは少ないが、どちらかの町の名前よりも島の名前がつけられている。
より検証可能な時代に入ると、リムノス島がダレイオス1世の将軍オタネス (Otanes) によって征服されたことがわかっている。

### ギリシャ化
しかしすぐに、トラキア半島の僭主ミルティアデスに奪われた（紀元前510年）。ミルティアデスは後に故郷のアテナイに戻って、それ以後、マケドニア王国に併合されるまで、リムノス島はアテナイの領土となった。
紀元前197年、ローマ人は島はどこの領土でもないと主張したが、紀元前166年には、名目上の所有者であったアテナイに島を与えた。

### ローマ帝国
紀元前146年にギリシアがローマ帝国の属州となり、リムノス島もローマ帝国領となった。

### 東ローマ帝国
ローマ帝国の分裂後は、リムノス島は東ローマ帝国のものとなった。
他の東部地域と同様に、リムノス島の所有はギリシア、イタリア、トルコへと移っていった。1476年、ヴェネツィア共和国と東ローマ帝国は、オスマン帝国の包囲攻撃から Kotschinos 村を守った。

### オスマン帝国
しかし、1657年、カストロ（ミリナ）が36日間の包囲攻撃の後、トルコに占領された。

### ロシア帝国
1770年、カストロはロシア貴族のオルロフ伯爵によって占領された。露土戦争の期間には、ドミートリイ・セニャーヴィン提督がアトスの海戦（リムノスの海戦ともいう）に勝利した。

### ギリシャ
1912年、第一次バルカン戦争の間はリムノス島はギリシャ王国の一部となった。第一次バルカン戦争中の1913年1月18日には、ここでリムノスの海戦 (Naval Battle of Lemnos) が行われた。ギリシャのエーゲ海の制海権獲得を、オスマン帝国海軍が妨害しようとしたのである。Pavlos Kountouriotis提督率いるギリシャ艦隊はマウドロス港にいて、トルコ艦隊接近を報せる合図を受け取った。ギリシャ艦隊はトルコ艦隊を決定的に撃破し、トルコ艦隊はダーダネルス海峡に退却し、そのまま二度と出撃しなかった。ギリシャ戦艦レムノス (Λήμνος) は、この戦いから名付けられた。

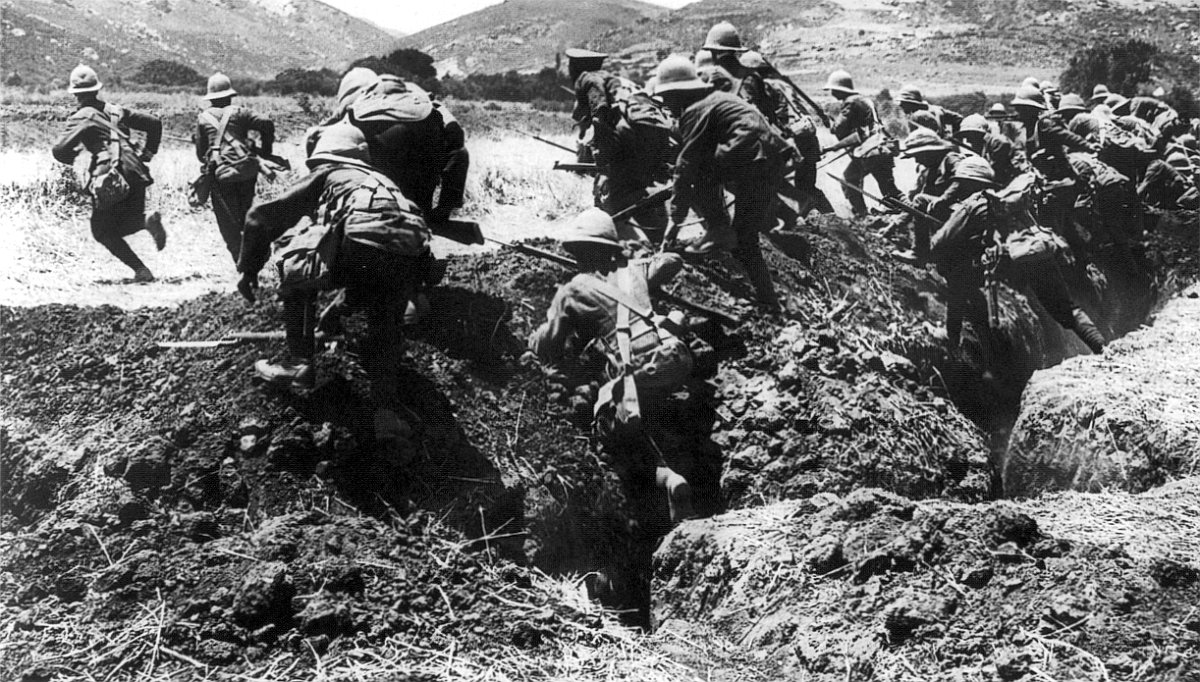
ガリポリの戦いの最中、リムノス島で行われたイギリス海軍の訓練風景

第一次世界大戦中の1915年のはじめ、連合国軍はダーダネルス海峡封鎖のために、50 kmの距離にあったリムノス島を使用した。主としてそれを行ったのはイギリスで、ウィンストン・チャーチルが熱心だった。イギリス海軍Rosslyn Wemyss提督は、作戦のための未使用の大きい港を準備するよう命令され、マウドロス港をその指揮下に置いた。港の大きさはイギリス・フランス両艦隊には十分だった。しかし、早くからわかっていたことだが、適当な軍事施設がなかった。ガリポリの戦いに向けて軍隊はエジプトで訓練しなければならなかった。ガリポリの戦いが始まると、この港では事故兵たちの対応が難しいとわかった。1915年、戦争は明らかな失敗に終わった。戦争中、連合軍のダーダネルス海峡封鎖は続いたが、マウドロス港の重要性は減じた。 しかし、1918年10月下旬に、トルコと連合国が休戦調印を結んだのは、そのマウドロスだった（ムドロス休戦協定参照）。

### クバン・コサック
ロシア内戦の赤軍の勝利後、多数のクバン・コサック人たちが、ロシア共産党員の迫害を避けて国から逃げだした。その亡命先になったのがリムノス島で、18,000人がやってきた。しかし、多くの人々が飢餓と病気で亡くなり、1年後には殆どの亡命者が島を出て行った。

### 現代のリムノス
現在、リムノス島（レムノス島）には、約30の村と居住区がある。人口は16,411人（2021年国勢調査）。この行政区には、南西約30 kmのところにあるアイオス・エフストラティオス島も含まれる。
リムノス島はエーゲ海の戦略上重要な位置にあるために、ギリシャ軍の基地が置かれている。2012年にはチェコのゲームメーカーのスタッフが取材中スパイ容疑で拘束される事件が起きた。

## 産業
山腹は羊の放牧に利用されている。少しのクワや果樹はあるものが、オリーブはない。マスカットが広く栽培され、ドライでありながら強いマスカット風味の残った独特のテーブルワインが作られている。

## 文化・観光・施設

### ポリオクニ丘の建物
ポリオクニの丘の南西の斜面に、長辺に2列の階段状の座がある長方形の建物がある。青銅器時代初期のもので、おそらくブーレウテリオン（市民の立法会議場）の類に使われていたものと思われる。

## 著名な出身者
- アルカメネス - 紀元前5世紀の彫刻家。